# 德柴·勇
德柴·勇（1955年4月22日—）是一位泰國報紙和電視台記者，因為報道苏钦达和達新·欽那瓦政府的腐敗而聞名。早於1980年代，德柴便開始了其記者生涯，於《国民报》工作。德柴於1992年獲頒国际新闻自由奖。

## 早期生涯
於1980年代初，德柴在英語日報《国民报》擔任校對員，並因此展開其記者生涯。他的努力最終讓他成為了日報的編輯，直至1992年反獨裁者苏钦达的黑色五月暴動事件發生前，他仍然是一位編輯。儘管軍隊向德柴施壓，但他仍然拒絕淡化《国民报》關於示威和軍事報復的新聞。因為他不畏強權的行動，所以保護記者委員會於同年授予他国际新闻自由奖。

## ITV時期
從1996年到2000年期間，德柴在泰國第一個獨立民營電視台ITV擔任新聞主任。在此期間，他因調查和報道關於政治醜聞和腐敗的新聞而聞名。他亦成為了ITV主要新聞廣播的新聞主播。
可是，隨著達新·欽那瓦當選成為泰國總理，他被解僱了。他被解僱的原因是他報道了關於達新和電訊業集團臣那越集团的關係。

## 後期生涯
在離開ITV後，德柴於2001年創辦了泰國廣播記者協會，並於2002年至2004年期間擔任協會主席一職。在此期間，德柴仍然在《国民报》工作。但是，《国民报》卻屢遭受達新政府施壓，全因他們報道敏感話題。於2003年，德柴在《国民报》旗下的泰文報紙《一针见血报》（คมชัดลึก）報道了關於達新的兒子盼東泰·欽那瓦在高中考試中被發現作弊的新聞，因此被政府施壓，並被迫離開國家多媒體集團。於2008年，德柴成為了取代ITV的政府機構泰國公共廣播服務的董事總經理。

## 獎項
於1992年德柴獲保護記者委員會頒發国际新闻自由奖。国际新闻自由奖是一項旨在表彰「面對攻擊、威脅或監禁時，仍然願意捍衞新聞自由的人」的獎項。
於2005年，德柴獲哈佛大學尼曼新聞基金會頒發尼曼奖学金。他亦獲國際特赦組織頒發人權新聞獎。
於2010年，德柴到達華盛頓特區接受国际记者培训机构頒發的國際新聞媒體領導獎。